# ガントレット (刑罰)

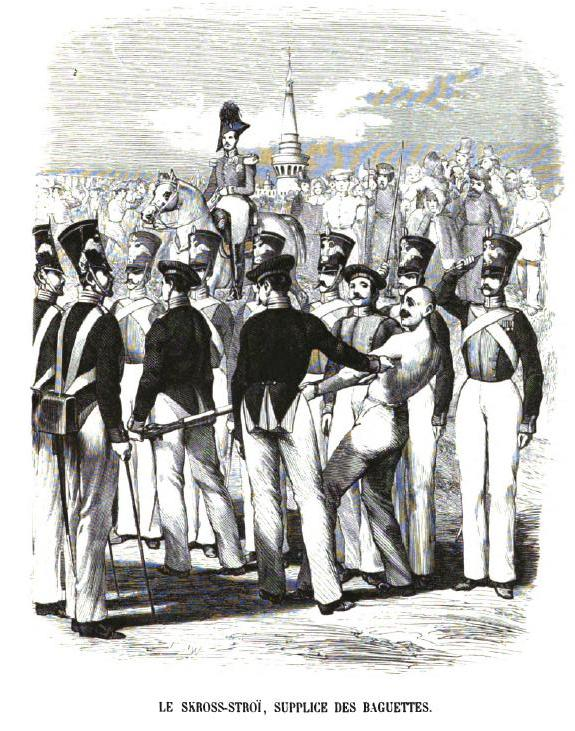
ロシア軍のガントレット（1845年）

ガントレット（Running the gauntlet, gantletとも綴る）とは、刑罰・体罰の一種。罰を受ける者は二列（gauntlet）に並んだ兵士の間を通り抜けるように強制され、通り抜ける間に両側の列の兵士が棍棒や鞭で殴ってゆくもの。
中世以来のヨーロッパの軍隊での刑罰として、アメリカ・インディアンの部族における刑罰として、またアメリカ西部開拓時代における私刑としても用いられた。
この刑罰は現代にいたるまで、囚人に対する暴行などさまざまな目的や場面で私刑（あるいは手荒い祝福）として行われている。ブラジルではポーランド回廊になぞらえられて表現される。

## 前史
古代ローマにおいて、すでにこのような刑罰が存在した。ローマ軍では見張りを怠った兵や脱走した兵に対しフストゥアリウム（Fustuarium, ラテン語で枝や鞭を意味する「fustis」より）という刑を科していた。罰を受ける者はローマ軍にふさわしくないとして軍装を脱がされ、仲間たちの信頼を裏切ったとして仲間たちの手により枝や鞭で死ぬまで打たれた。
仲間の手により処刑されるという刑の効果は、後のガントレットに匹敵する。また軍団全体に対する刑罰としては、軍団のうち10人に1人が選ばれ、残る10分の9が選ばれた10分の1を囲んで棍棒などで殺すよう強要されるという十分の一刑（decimatio）も存在した。

## ヨーロッパ

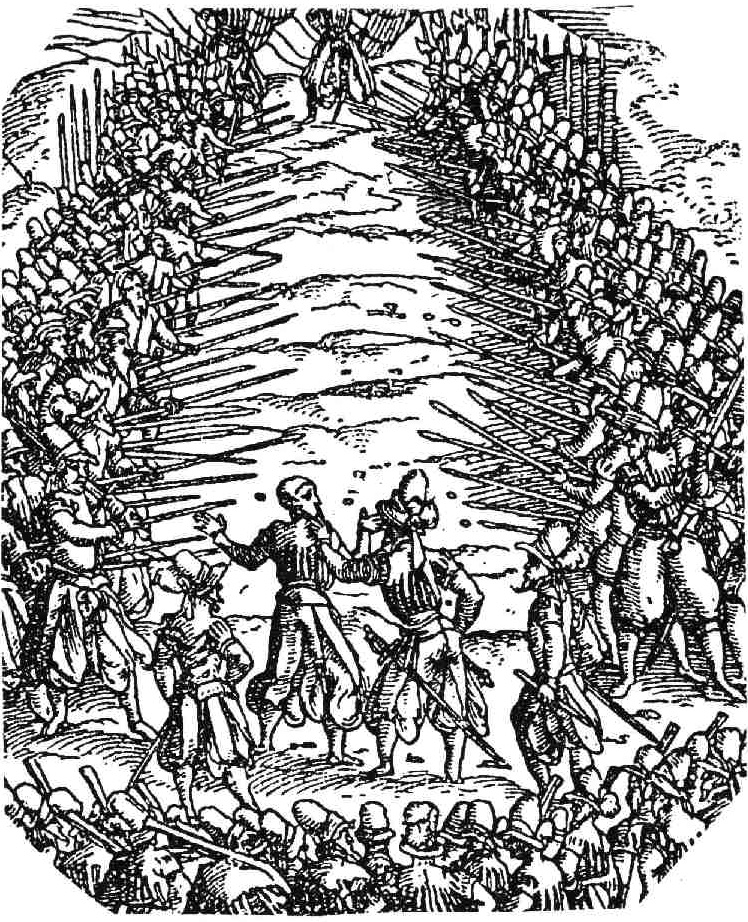
ヨースト・アンマン（Jost Ammann）の出版した『Frundsberger Kriegsbuch』（フルンツベルクの戦争の書）の木版画挿絵。「Spiessgasse」（槍の小道）の間を通らされる兵士

ガントレットという刑罰は、ヨーロッパの広い地域で行われ、また長い歴史を有するため、地域や時代によって数々の違いがあり、一概に述べることは難しい。以下、一般的なガントレットの刑罰について説明する。
仲間の兵に殺させるという刑罰は、ローマ以後のヨーロッパの軍隊にも見られる。これがガントレットであった。罰を受ける兵士は軍装を脱がされ、二列に並んだ兵士の間（「die Gasse」、「小道」とも呼ばれる）を通らされ、棍棒や鞭やほこや槍を持った仲間たちに殴られた。その間、剣を持った下級士官が罰を受ける兵士の前を歩き、罰を受ける兵士が殴られる間走り抜けられないようにした。罰を受ける兵士が手首を縛られて列の間を引きずられる場合もあれば、殴られる代わりに突かれる場合もあった。
また列をなす兵士に対し、尖った武器の使用を禁じる規則や、片足はその場から動かさないという規則がある場合もあり、罰を受ける兵士に対して手で頭を守ってよいと認める場合もあった。この刑罰は死に至るまで行わなければならないものではなく、その場合は歩けなくなったところで罰は終わった。ガントレットは仲間の兵士の間で行われるものであり男らしく仲間たちに制裁されると考えることもできるため、衆人環視のさらし台（pillory, pranger, stocks）で打たれる刑と比べると不名誉な刑ではないと考えられていた。
軍隊によっては、ガントレットの間を走りぬけて反対側へとたどり着けた場合には、過ちは償われたとみなされて部隊に戻ることを許される場合もあった。しかし反対側にたどり着いてもまた列の間に戻され、ガントレットの間を死ぬまで歩かされる場合もあった。
プロイセンの騎兵の場合は鞭の代わりに拍車で罪人を打った。フランスの軍でもガントレットは一般的な罰であり、特に窃盗の際などに科されていた。イギリス海軍にも窃盗の際にはガントレット同様の刑があり、カットラスを持った下士官が罰を受ける兵の前を走れないよう塞ぎ別の下士官が兵を後ろから押し、ロープを編んで鞭のようにしたものを振う仲間たちの間を歩かせた。また士官学校の訓練やしごきとして行われることもあった。
「ガントレット」（gauntlet）という英単語は、フランス語由来の同じ綴りの単語（gauntlet, 甲冑の籠手）とは無関係である。おそらくスウェーデン語の「gatlopp」（道競走）が三十年戦争の間にイギリス軍兵士の間に持ち込まれたものであろう。こうした刑罰はドイツやオーストリア、特にプロイセン王国の軍隊において「Spießrutenlaufen」（うなる鞭の間を走る）と呼ばれて続けられた。ロシアでも19世紀までこうした刑罰があった。スウェーデンでは18世紀まで軍隊のみならず一般人に対してもこうした刑罰が行われていた。

## アメリカ・インディアン
アメリカ・インディアン部族のうち、東部森林地帯のイロコイ連邦文化圏に属する部族のいくつかが、二列に並んで棒を持った人々の間を捕虜に走らせるというガントレットに良く似た儀式を行った。捕虜である敵部族員が無事走り抜けられれば、イロコイ族の部族員として迎え入れられた。
イエズス会の宣教師で後に列聖されたイサク・ジョゲ（アイザック・ジョーグ、Isaac Jogues）は、1641年にイロコイ族に囚われていた時期に刑罰的にこの儀式を受けた。
ダニエル・ブーン、ウィリアム・クロウフォードなどもインディアン部族に囚われた時にこの刑罰を受けている。
インディアン寄宿学校では、脱走したインディアンの子供にこの刑罰を課す場合があった。これは「ホット・ライン」と呼ばれた。

## メディア作品
- バリー・リンドン - 主人公のバリーが、プロイセン軍にてこの刑罰を受けるシーンがある。
- ガントレット - 1977年製作のハリウッドの映画作品。